# Kofun de Kannonzuka

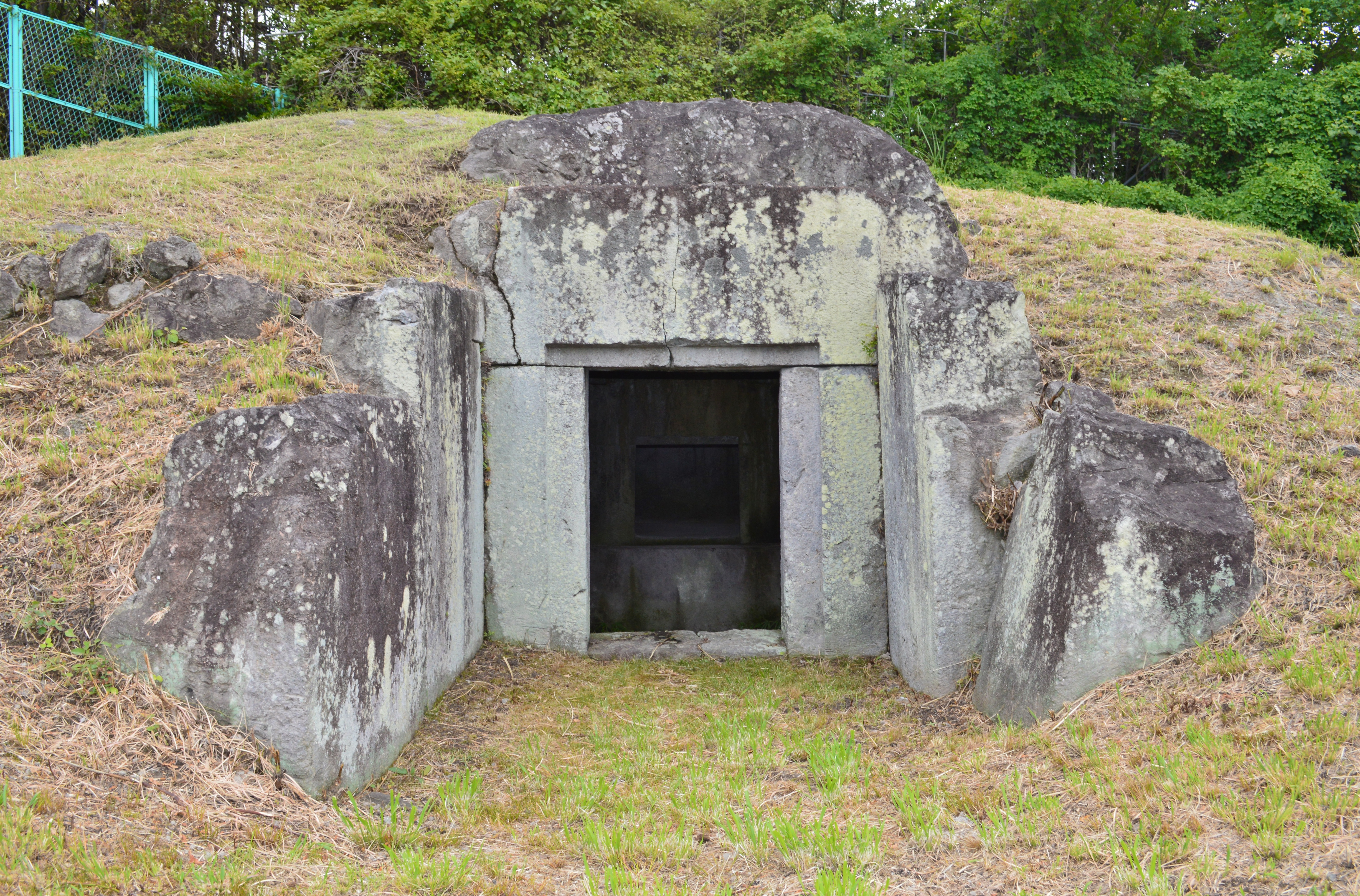
Entrée de la chambre funéraire.

Le kofun de Kannonzuka (観音塚古墳, kannonzukakofun) est un kofun situé dans la ville de Habikino (préfecture d'Osaka), au Japon.

## Description
Le kofun de Kannonzuka a une forme circulaire avec un diamètre de 13 m et une hauteur de 3 m . Il date probablement du VIIe siècle.

## Protection
Il est classé site historique du Japon.